# 彻斯
彻斯，是匈牙利费耶尔州所辖的一个村。总面积17.11平方公里，总人口1042，人口密度60.9人/平方公里（2011年1月1日）。